# John Speccot (Politiker, 1665)
John Speccot (auch Speccott) (* vor 19. April 1665; † 16. Juni 1705 in London) war ein englischer Politiker, der sechsmal als Abgeordneter für das House of Commons gewählt wurde.

## Herkunft und Jugend
John Speccot entstammte der Familie Speccot, einer Familie der Gentry mit Besitzungen in Cornwall und Devon. Er war der zweite, aber älteste überlebende Sohn von John Speccot und dessen Frau Honour Eliot und wurde am 19. April 1665 getauft. 1680 studierte er am Exeter College in Oxford.

## Politische Tätigkeit

### Schwankende Haltung zu Jakob II.
Speccots Vater starb bereits 1678, so dass er zum Erben der Familienbesitzungen wurde. Bei der Unterhauswahl 1685 wurde der noch minderjährige Speccot als Abgeordneter für das Borough Newport gewählt, wo die Familie traditionell großen politischen Einfluss hatte. Über seine Tätigkeit im House of Commons ist zunächst nichts bekannt, doch da er im Dezember 1685 zum Friedensrichter für Cornwall ernannt wurde, unterstützte er vermutlich zunächst die Regierung von König Jakob II. Im Gegensatz zu seinem Vater war Speccot jedoch ein überzeugter Unterstützer der  Church of England, weshalb er rasch zum Gegner der Kirchenpolitik des katholischen Königs wurde. Dies führte dazu, dass er im Juli 1688 als Friedensrichter nicht wieder bestätigt wurde. Erst im Oktober 1688 wurde er erneut zum Friedensrichter ernannt. Nach der Glorious Revolution wurde Speccot im Januar 1689 bei der Wahl zum sogenannten Convention Parliament als Abgeordneter für Newport wiedergewählt. Im Gegensatz zur Mehrheit im House of Commons unterstützte er das House of Lords, das erklärte, dass der Thron nach der Flucht des Königs nicht vakant sei. Damit sollte vergeblich die Thronbesteigung von Wilhelm von Oranien verhindert werden.

### Angehöriger der Opposition gegen Wilhelm III.
Bei den Unterhauswahlen 1690 wurde Speccot als Abgeordneter für Newport wiedergewählt, nachdem der Versuch von Jonathan Trelawny, dem Bischof von Exeter gescheitert war, ihn als Kandidat der Tories für Cornwall aufzustellen. Bis 1696 diente Speccot als Oberst der Miliz von Cornwall. Bei der Unterhauswahl 1695 sollte er zunächst als Gegenkandidat des Whigs Hugh Boscawen als Knight of the Shire für Cornwall kandidieren, doch letztlich wurden sowohl Boscawen wie auch Speccot unangefochten gewählt. Als Unterstützer der Tories weigerte sich Speccot 1696, die Association, eine Loyalitätsbekundung zugunsten von Wilhelm III. zu unterzeichnen. In der Folge verlor er bis 1700 sein Amt als Friedensrichter. Bei der Unterhauswahl 1698 kandidierte er zunächst erfolgreich für das Borough Saltash, doch nachdem er auch wieder als Knight of the Shire für Cornwall gewählt worden war, nahm er diese prestigeträchtigere Wahl an. In den folgenden Jahren fehlte er während der Unterhaussitzungen mehrmals wegen Krankheit. Bei den Unterhauswahlen im Januar 1701 wurde er als Kandidat seines Onkels Daniel Eliot als Abgeordneter für St Germans gewählt. Als er im Februar auch als Kandidat der Tories für Cornwall wiedergewählt wurde, nahm er erneut diese Wahl an.

## Rückzug aus der Politik und Tod
Vor 1701 wurde Speccot Deputy Lieutenant von Cornwall, doch wegen seiner schlechten Gesundheit zog er sich aus der Politik zurück und kandidierte bei den Wahlen im November 1701 und bei den folgenden Wahlen nicht erneut. Stattdessen stellte er seine Cousin John Spark als Kandidaten für Newport auf. Im Juli 1704 zog er nach London, wo er schließlich an den Folgen eines Schlaganfalls starb. Entweder wurde er in der St Anne’s Church in Soho beigesetzt oder seine Leiche wurde im Juli 1705 nach Cornwall überführt und neben seinen Vorfahren in Egloskerry nahe dem Familiensitz Penheale beigesetzt.

## Familie und Erbe
Am 9. April 1689 hatte Speccot Essex Robartes, eine Tochter von John Robartes, 1. Earl of Radnor geheiratet. Bei seiner Hochzeit soll er sich mit Pocken infiziert und auch seine Frau angesteckt haben. Während er die Krankheit überlebte, starb seine Frau drei Wochen später am 30. April 1689. Speccot heiratete nicht erneut, und mit seinem kinderlosen Tod erlosch die Familie Speccot in männlicher Linie. Da er aus seinen Besitzungen jährlich über £ 6000 Einkünfte gehabt haben soll, wurde die Eröffnung seines Testaments mit Spannung erwartet. Überraschenderweise vermachte er den Großteil der Besitzungen seinem Cousin John Spark und nicht seiner Schwester Elizabeth und deren Familie. £ 1000 vermachte er für wohltätige Zwecke, die seine Treuhänder Bischof Jonathan Trelawny und Charles Trelawny schließlich einer Schule in East Looe übergaben, die dort Navigation lehrte. Das Geld sollte für die Ausbildung armer Schüler verwendet werden.